# Samuel Carmona
Samuel Carmona Heredia (* 28. Mai 1996 in Las Palmas de Gran Canaria) ist ein spanischer Profiboxer im Fliegengewicht. Er war unter anderem Teilnehmer der Olympischen Spiele 2016 in Rio de Janeiro.

## Amateurkarriere
Samuel Carmona begann 2008 mit dem Boxsport. Er ist Spanischer Meister 2014 und 2015 sowie Viertelfinalist der Europameisterschaften 2015 und Achtelfinalist der Weltmeisterschaften 2015. Im Februar 2016 schlug er bei einem Turnier in Bulgarien den Europameister und Vizeweltmeister Wassili Jegorow.
Im Juni 2016 nahm er am weltweiten Olympiaqualifikationsturnier in Baku teil, wo er sich gegen den Kirgisen Turat Osmonow, den WM-Dritten Dmytro Samotajew und den Inder Devendro Singh ins Finale vorkämpfte und sich somit für die Olympischen Spiele 2016 qualifizierte. Bei den Spielen gewann er seinen Vorrundenkampf gegen Artur Howhannisjan aus Armenien. Dies war zugleich der erste spanische Sieg bei einem olympischen Boxkampf seit dem Jahr 2000. Im Achtelfinale gelang ihm zudem ein Sieg gegen Paddy Barnes aus Irland. Im Viertelfinalkampf schied er dann mit 1:2 gegen Yuberjen Martínez aus.
Bei den Europameisterschaften 2017 in Charkiw gewann er eine Bronzemedaille, nachdem er erst im Halbfinale gegen Galal Yafai knapp mit 2:3 ausgeschieden war. Zuvor hatte er Tinko Banabakow (5:0) und Federico Serra (5:0) besiegt.

## Profikarriere
Sein Profidebüt gewann er am 14. September 2019 in Spanien. Am 3. Dezember 2022 verlor er beim Kampf um die WBC-Weltmeisterschaft im Fliegengewicht durch Mehrheitsentscheidung nach Punkten gegen Julio Cesar Martinez.